# Psilocera caldericola
Psilocera caldericola är en stekelart som beskrevs av Askew 2002. Psilocera caldericola ingår i släktet Psilocera och familjen puppglanssteklar. Inga underarter finns listade i Catalogue of Life.